# Nederlanders in het Hongaarse voetbal
Nederlanders in het Hongaarse voetbal geeft een overzicht van Nederlanders die een contract hebben (gehad) bij Hongaarse voetbalclubs.

## Voetballers
| Naam              | Club                 | Van  | Tot  | Opmerkingen |
| ----------------- | -------------------- | ---- | ---- | ----------- |
| Glenn Helder      | MTK Hungária FC      | 1999 | 2000 |             |
| Eric van de Merwe | FC Tatabánya         | 1999 | 1999 | huur        |
| Mark Otten        | Ferencvárosi TC      | 2011 | 2014 |             |
| Prince Rajcomar   | Zalaegerszegi TE     | 2009 | 2011 |             |
| Adnan Alisic      | Debreceni VSC        | 2011 | 2012 |             |
| Frank Danquah     | Ferencvárosi TC      | 2010 | 2010 |             |
| Kelvin Maynard    | Kecskeméti TE        | 2011 | 2012 |             |
| Julian Jenner     | Ferencvárosi TC      | 2012 | 2014 |             |
| Julian Jenner     | Diósgyőri VTK        | 2014 | 2015 |             |
| Quenten Martinus  | Ferencvárosi TC      | 2013 | 2013 |             |
| Arsenio Valpoort  | Ferencvárosi TC      | 2013 | 2014 |             |
| Jack Tuyp         | Ferencvárosi TC      | 2013 | 2014 |             |
| Kees Luijckx      | Videoton FC          | 2015 | 2015 |             |
| Sjoerd Ars        | Szombathelyi Haladás | 2016 | 2017 |             |

## Overige functies
| Naam          | Club             | Van  | Tot  | Opmerkingen  |  |
| ------------- | ---------------- | ---- | ---- | ------------ |  |
| Henk Ten Cate | MTK Hungária FC  | 1999 | 2000 | hoofdtrainer |  |
| Ricardo Moniz | Ferencvárosi TC  | 2012 | 2013 | hoofdtrainer |  |
| Erwin Koeman  | nationaal elftal | 2008 | 2010 | Bondscoach   |  |

Voetbalbonden ·
Albanië ·
Angola ·
Armenië ·
Australië ·
Azerbeidzjan ·
Bahrein ·
België ·
Bhutan ·
Bulgarije ·
Canada ·
China ·
Congo-Kinshasa · 
Cyprus ·
Denemarken ·
Duitsland ·
Egypte ·
Engeland ·
Estland ·
Ethiopië ·
Faeröer ·
Filipijnen ·
Finland ·
Frankrijk ·
Georgië ·
Ghana ·
Griekenland ·
Hongarije ·
Hongkong ·
Ierland ·
IJsland ·
Indonesië ·
Iran ·
Israël ·
Italië ·
Japan ·
Kazachstan ·
Koeweit ·
Litouwen ·
 Luxemburg ·
Maleisië ·
Malta ·
Marokko ·
Mexico ·
Namibië ·
Nieuw-Zeeland ·
Noorwegen ·
Oekraïne ·
Oezbekistan ·
Oostenrijk ·
Polen ·
Portugal ·
Qatar ·
Roemenië ·
Rusland ·
Rwanda ·
Saoedi-Arabië ·
Schotland ·
Singapore ·
Slovenië ·
Slowakije ·
Spanje ·
Tanzania ·
Turkije ·
Tuvalu ·
VAE ·
Venezuela ·
Verenigde Staten ·
Vietnam ·
Zimbabwe ·
Zuid-Afrika ·
Zuid-Korea ·
Zweden ·
Zwitserland